# Laureola silvatica
Laureola silvatica är en kräftdjursart som först beskrevs av Albert Vandel1973.  Laureola silvatica ingår i släktet Laureola och familjen Armadillidae. Inga underarter finns listade i Catalogue of Life.